# Гидравлические и пневматические подшипники

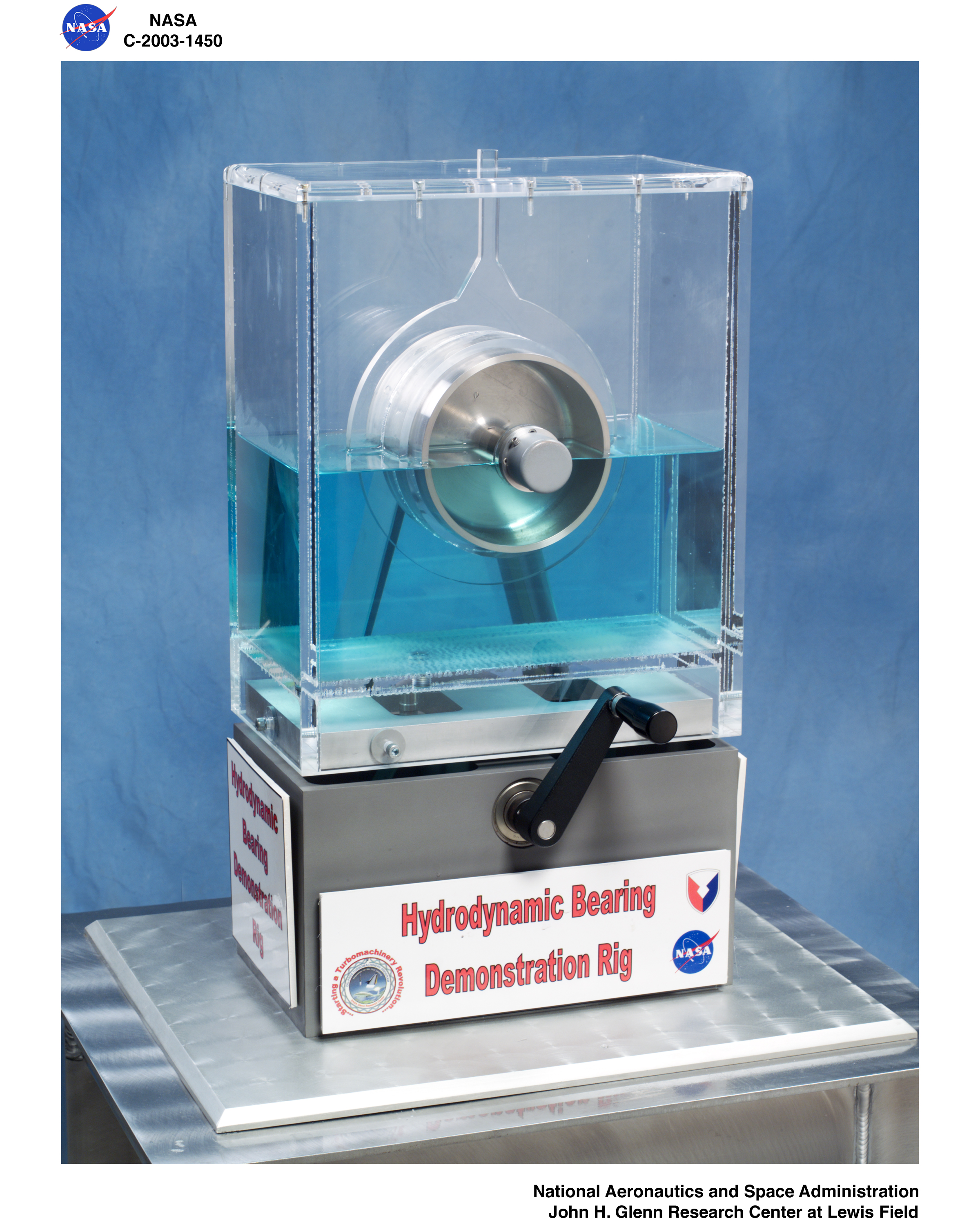
Устройство для демонстрации гидродинамического подшипника

Гидравлические подшипники — это подшипники, в которых непосредственную нагрузку от вала воспринимает тонкий слой жидкости.
Гидравлические и пневматические подшипники часто используются при больших нагрузках, больших скоростях и при необходимости обеспечить точную посадку вала, когда обычные шарикоподшипники создают слишком большую вибрацию, слишком большой шум или не удовлетворяют условиям размерности оборудования или условиям долговечности. Они всё чаще и чаще используются вследствие снижающейся стоимости. Например, компьютерные жёсткие магнитные диски, у которых вал электродвигателя посажен на гидравлические подшипники, работают тише, и они дешевле, чем те же диски, содержащие шарикоподшипники.

## Принцип действия

У гидростатического подшипника имеются две поверхности, между которыми имеется зазор, поддерживаемый за счёт силы давления жидкости, нагнетаемой через дроссельное отверстие. Если зазор между поверхностями уменьшается, то возрастает сопротивление потоку жидкости, истекающему наружу. Как следствие, возрастает давление жидкости между поверхностями, и величина зазора восстанавливается. За счёт того, что поверхности деталей в подшипнике не соприкасаются, коэффициент трения остаётся очень мал (может достигать значений 10^{−7})

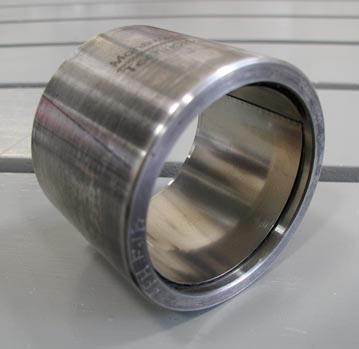
В «фольговом» газодинамическом подшипнике при десятках тысяч об/мин окружающий воздух подсасывается между шейкой вала и упругим лепестком, создавая зазор

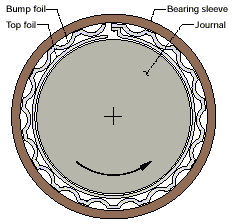
устройство «фольгового» подшипника

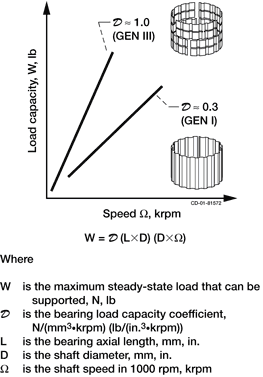
Несущая способность динамического подшипника линейно растёт с увеличением скорости вращения

Эти подшипники в общем случае могут быть разделены на два типа:
- гидродинамические и газодинамические;
- гидростатические.

В гидростатическом подшипнике высокое давление жидкости поддерживается внешним насосом. Жидкостью в них служит обычно масло или вода.
Поскольку такие подшипники для своей работы требуют нагнетания жидкости от внешнего насоса, то энергия, подводимая к насосу, для системы в целом является потерянной энергией. Однако, в отсутствие насоса эта энергия расходовалась бы на преодоление сил трения.
В гидродинамическом подшипнике при вращении вала на больших скоростях жидкость увлекается валом в пространство между поверхностями трения, и таким образом осуществляется самосмазывание. Можно рассматривать его как подшипник скольжения, в котором геометрия, достаточная скорость вращения и свободная подача смазки делают масляный слой достаточно толстым, чтобы полностью исключить контактное трение на любых рабочих режимах.
В этих подшипниках жидкость засасывается внутрь подшипника движением вала и нагнетается под вал или вокруг него так же движением вала. Вследствие этого при небольших скоростях вращения вала (в том числе, в момент старта и торможения) слой жидкости под валом имеет недостаточную толщину, а это приводит к непосредственному контакту деталей пары. Если такие режимы случаются достаточно часто, то подшипник имеет меньший срок службы, и в нём происходят большие потери энергии. Иногда для предотвращения указанных проблем в гидродинамических подшипниках используют либо вторичный подшипник, либо внешний насос, которые включаются в работу в момент запуска или торможения. Специальные износостойкие и антифрикционные покрытия (например,алмазоподобные) также способны значительно уменьшить пусковой износ. Часто оговаривается число пусков/остановок машины до ремонта с заменой подшипника, которое может быть очень малым в сравнении с общим ресурсом.
Вал может быть окружён не жёсткой втулкой, а несколькими упругими лепестками или разрезным кольцом из пружинящей фольги на упругой опоре («фольговый подшипник») для равномерного распределения нагрузки по поверхности пары. Лепестковые (и в целом газодинамические) подшипники существуют и в торцевом (упорном) исполнении.

## Преимущества и недостатки

### Преимущества
- Гидравлические и пневматические подшипники, в общем, имеют очень малые коэффициенты трения — намного меньше, чем у механических подшипников. Основной источник трения — это вязкость жидкости или газа. Поскольку у газа вязкость меньше, чем у жидкости, то газостатические подшипники относятся к числу подшипников с наименьшими коэффициентами трения. Однако, чем меньше вязкость жидкости, тем выше утечки, что требует дополнительных затрат на нагнетание жидкости (или газа) в подшипник. Такие подшипники также требуют применения уплотнений и, чем лучше уплотнение, тем выше силы трения.

- При высоких нагрузках зазор между поверхностями в гидравлических подшипниках изменяется меньше, чем в механических подшипниках. Можно считать, что «жёсткость подшипника» является простой функцией среднего давления жидкости и площади поверхностей подшипника. На практике, когда нагрузка на вал велика и зазор между поверхностями подшипника уменьшается, давление жидкости под валом увеличивается, сила сопротивления жидкости сильно возрастает и таким образом поддерживается наличие зазора в подшипнике. 
Однако, в подшипниках с небольшой нагрузкой, таких как подшипники в приводах дисков, жёсткость подшипников качения составляет порядка 107 МН/м, в то время как в гидравлических подшипниках ~106 МН/м. По этой причине для повышения жёсткости некоторые гидравлические подшипники, в частности, гидростатические подшипники, конструируют таким образом, чтобы они имели предварительную нагрузку.

- Вследствие принципа своей работы гидравлические подшипники часто имеют значительную демпфирующую способность.

- Гидравлические и пневматические подшипники, как правило, работают тише и создают меньшие вибрации, чем подшипники качения (вследствие более равномерно распределённых сил трения). Например, жёсткие диски, изготовленные с использованием гидравлических (пневматических) подшипников, имеют уровень шума подшипников/двигателей порядка 20-24 дБ, что не намного больше, чем фоновый шум в закрытой комнате. Диски с подшипниками качения как минимум на 4 дБ более шумные.

- Гидравлические подшипники дешевле обычных подшипников при одинаковых нагрузках. Гидравлические и пневматические подшипники достаточно просты по конструкции. В противоположность этому подшипники качения содержат в себе ролики или шарики, имеющие сложную форму и требующие высокой точности изготовления — очень трудно изготовить идеально круглые и гладкие поверхности качения. В механических подшипниках на высоких скоростях вращения поверхности деформируются вследствие центробежной силы, а гидравлические и пневматические подшипники являются самокорректирующимися по отношению к малым отклонениям в форме деталей подшипника.

Также большинство гидравлических и пневматических подшипников требует небольших затрат на техническое обслуживание или не требует их вовсе. Кроме того, у них практически неограниченный срок службы. Обычные подшипники качения имеют более короткий срок службы и требуют регулярной смазки, проверки и замены.
- Гидростатические и многие пневматические подшипники более сложны и дороги, чем гидродинамические, вследствие наличия насоса.

### Недостатки
- В гидродинамических подшипниках обычно рассеивается больше энергии, чем в шарикоподшипниках.

- Рассеивание энергии в подшипниках, а также жёсткость и их демпфирующие свойства очень сильно зависят от температуры, что усложняет разработку подшипников и их работу в широком температурном диапазоне.

- Гидравлические и пневматические подшипники могут внезапно заклинивать или разрушаться в критических ситуациях. Шарикоподшипники чаще выходят из строя постепенно, этот процесс сопровождается появлением слышимых посторонних шумов и люфта.

- Дисбаланс вала и других деталей в гидравлических и пневматических подшипниках больше аналогичного дисбаланса в шарикоподшипниках, что приводит к возникновению более сильной прецессии, ведущей к сокращению срока службы и подшипника и ухудшению его показателей качества[источник не указан 3738 дней].

- Ещё одним недостатком гидравлических и пневматических подшипников являются утечки жидкости или газа наружу подшипника; удержание жидкости или газа внутри подшипника может представлять значительные трудности. Цапфы гидравлических и пневматических подшипников часто устанавливают по две и по три друг за другом во избежание утечек с одной из сторон. Гидравлические подшипники, в которых используется масло, не применяются в тех случаях, когда утечки масла в окружающую среду недопустимы, или когда их обслуживание экономически нецелесообразно.

## Применение гидродинамических подшипников
Гидродинамические подшипники получили наиболее широкое применение в машинах благодаря простоте конструкции, хотя в периоды пуска и остановки, на малых оборотах они работают в условиях граничного смазывания или даже «сухого» трения.
- Один из главных примеров гидравлического режима трения из повседневной жизни — подшипники коленчатого и распределительного валов двигателя внутреннего сгорания, в которых при его работе за счёт вязкости масла и повышенного давления смазочной системы постоянно удерживается масляный клин. Основной износ вала происходит в момент пуска двигателя, когда производительности насоса недостаточно для поддержания масляного клина и трение переходит в граничное.
- В прецизионных современных станках, работающих при небольших нагрузках, особенно в шлифовальных.
- Использование гидродинамических подшипников скольжения вместо подшипников качения в компьютерных жёстких дисках даёт возможность регулировать скорость вращения шпинделей в широком диапазоне, уменьшить шум и влияние вибраций на работу устройств, тем самым позволяя увеличить скорость передачи данных и обеспечить сохранность записанной информации, а также — создать более компактные жёсткие диски (0,8-дюймовые). Однако имеется и ряд недостатков: высокие потери на трение и, как следствие, меньший коэффициент полезного действия (0,95 … 0,98); необходимость в непрерывной смазке; неравномерный износ подшипника и цапфы; использование для изготовления подшипников дорогих материалов.
- В насосах, например, в циркуляционном насосе реактора РБМК-1000.
- В вентиляторах для охлаждения персонального компьютера. Использование такого вида подшипников позволяет уменьшить шум и повысить эффективность системы охлаждения. Даже на начальном этапе гидродинамический подшипник работает тише, чем подшипник скольжения. После окончания определённого периода эксплуатации он не теряет своих акустических свойств и не становится более шумным, в отличие от других подшипников.

## Применение газодинамических подшипников
Газодинамические подшипники нашли широкое применение в газотурбинной технике и скоростных пневматических турбомашинах. Основные преимущества их в этой области — долговечность в тяжёлых условиях без необходимости смазки, устойчивость к температурным воздействиям, отсутствие вибраций и практически неограниченная скорость вращения. «Воздушные» подшипники используются во вспомогательных авиационных турбинах, энергетических турбоагрегатах, пневматических холодильниках системы кондиционирования воздуха самолётов, получающих сжатый воздух от двигателей. Ведутся активные работы в направлении создания газодинамических подшипников для основных авиационных ГТД, сулящие повышение долговечности, облегчение за счёт отсутствия масляной системы и экономию топлива в 10 % благодаря исключению жидкостного трения. Отсутствие органической смазки и способность работать при криогенных температурах делают возможным применение таких подшипников в турбодетандерах на производстве сжиженных газов. Созданы турбокомпрессоры с газодинамическим подшипником для наддува поршневых ДВС. Отсутствие смазочного масла упрощает конструкцию, уменьшает массу и увеличивает надёжность этого проблемного узла.
По принципу газодинамического подшипника работает пара «головка-магнитная поверхность» жёсткого диска, в которой при вращении создаётся воздушный клин в доли микрона, исключающий контактное трение, а также пара «лента-вращающаяся головка» видеомагнитофона.